# Emile Voeten
Emilius Petrus Marinus (Emile) Voeten (Rotterdam, 14 juni 1898 – aldaar, 21 juli 1961) was een Nederlands beeldhouwer en restaurator.

## Leven en werk
Voeten werd geboren in Rotterdam als zoon van Lambertus Wilhelmus Henricus Voeten en Cornelia Pieternella van den Arend. Hij was een leerling van houtsnijder Vries Pons. Van ca. 1911 tot 1920 werd hij opgeleid aan de Academie van Beeldende en Technische Kunsten als leerling van Lambertus Edema van der Tuuk en Simon Miedema. Hij werkte enige tijd als uitvoerder voor Edema van der Tuuk en Miedema. Van 1924 tot 1927 woonde hij in België. Hij woonde aanvankelijk in Antwerpen, waar hij werkte bij beeldhouwer Paul van Ostade en 's avonds de tekenacademie bezocht, en later in Brussel. Hij maakte onder meer houten dierfiguren en gevelversieringen, later meer abstracte kunst (vooral kleinplastiek in hout). Hij was lid van de Kring van beeldende kunstenaars R33, Liga Nieuw Beelden en de Nederlandsche Vereeniging voor Ambachts- en Nijverheidskunst.
Vanaf 1954 was Voeten restaurator bij het Historisch Museum in Rotterdam. Hij overleed in 1961, op 63-jarige leeftijd. Een jaar later werd in het Museum Boijmans Van Beuningen een herdenkingstentoonstelling gehouden.

## Werken (selectie)
- 1922-1924 gevelversieringen in Rotterdam
- vanaf 1927 betimmeringen met steekwerk in Den Haag, Rotterdam en Utrecht

- Biografisch Portaal: 49681844
- RKD-Nederlands Instituut voor Kunstgeschiedenis: 81560